# Brian Deer
Brian Deer  többszörös díjnyertes brit oknyomozó újságíró, aki a gyógyszeriparral, az orvostudománnyal és társadalmi kérdésekkel kapcsolatban írt tudósításairól ismert. Ő foglalkozott a legtöbbet az oltásellenes orvos, Andrew Wakefield MMR védőoltással kapcsolatos csalásával. Várhatóan 2020 szeptemberében jelenik meg az erről szóló könyve „The Doctor Who Fooled the World” (Az orvos, aki átverte a világot) címmel.

## Pályafutása
Miután végzett a Warwick-i Egyetem filozófia szakán, a „Kampány a Nukleáris Leszerelésért” nevű atomfegyver ellenes szervezet sajtóreferense és szerkesztője lett, emellett tagja volt a The Leveller című magazin szerkesztőségének. Ezt követően csatlakozott a The Times című laphoz, majd a The Sunday Timeshoz, először mint az üzleti hírek segédszerkesztője, azután mint riporter. A nyolcvanas években az akkori Sunday Times társadalmi ügyekkel foglalkozó riportere volt, 1990 és 1992 között pedig az Egyesült Államokból tudósított.

### Nyomozásai
1986-ban Deer, első nyomozásainak egyikében leleplezte az ausztrál Deakin Egyetem brit tudósának, prof. Michael Briggsnek a fogamzásgátló tabletták biztonságosságáról írt kutatását. Deer riportja feltárta, hogy Briggs számos tanulmányát meghamisította annak érdekében, hogy a termék keringési rendszerre gyakorolt hatása biztonságosnak tűnjön. A kutatást nagy részben a Schering AG nevű német gyógyszergyár finanszírozta.
1994-ben a Wellcome Trusttal kapcsolatos nyomozása vezetett ahhoz, hogy az Egyesült Királyságban kivontak a forgalomból egy sikeresnek számító antibiotikumot, a Septrint (Bactrim néven is árulták), és hogy a Wellcome Trust eladta gyógyszergyártó leányvállalatát.
2005-ben, miután kivonták a Vioxx nevű fájdalomcsillapítót, Deer nyomozást folytatott arról, kik felelősek a gyógyszer forgalomba hozataláért.
2006-ban saját, „Dispatches” című dokumentumsorozatának „A félresikerült gyógyszerkísérlet” (The drug trial that went wrong) című epizódjában a TGN1412 kísérleti monoklonális antitest után nyomozott. A filmet jelölték a Royal Television Society díjára is.
2008-ban Deer nyomozását követően Raj Persaud tévés pszichiátert felfüggesztették az orvosi hivatás gyakorlása alól, és az akadémiai tagságáról is lemondott, miután bűnösnek találták plagizálás miatt.

#### Az MMR védőoltással kapcsolatos viták
2004 és 2010 közötti riportsorozatában Deer az MMR oltásokkal kapcsolatos aggályokat vizsgálta, amelyeket Andrew Wakefield 1998-ban a Lancet orvosi szaklapban publikált kutatása keltett. Deer kiderítette, hogy Wakefieldnek több el nem ismert érintettsége volt az eset kapcsán, manipulálta a bizonyítékokat, és ő a felelős azért, amit a British Medical Journal című orvosi szaklap később „jól kidolgozott csalásnak” nevezett.
Deer nyomozása a brit orvosi kamara valaha volt leghosszabb vizsgálatához vezetett. 2010 januárjában a kamara Wakefieldet tisztességtelennek, etikátlannak és érzéketlennek titulálta, 2010 májusában pedig kizárták az Egyesült Királyság orvosai közül. Deer megállapításaira alapozva, a Lancet 2004 februárjában részben, 2010 februárjában pedig – az orvosi kamara döntését követően – teljes egészében visszavonta Wakefield cikkét. 2011-ben a British Medical Journalben a szerkesztők jóváhagyásával Deer megjelentette az ügyben tett megállapításait.
2004. november 14-én a Channel 4 tévécsatorna „Dispatches” című sorozatában leadta Deer dokumentumfilmjét, amelynek címe: „MMR: Amiről nem beszéltek” (MMR: What they didn’t tell you). Wakefield válaszként beperelte Deert, az ügyet azonban ejtették, és Wakefieldet az eljárás és az alperesek költségeinek a megtérítésére kötelezték. 2012 januárjában Wakefield ismét beperelte Deert a British Medical Journallel együtt, ezúttal Texasban, ám az ügyet mind a kerületi, mind a fellebbviteli bíróságon ejtették, Wakefieldet pedig ismét az eljárási költségek megtérítésére kötelezték.

### Elismerések
Brian Deer oknyomozó riporteri munkáját számos díjjal és elismeréssel jutalmazták.

## Fordítás
- Ez a szócikk részben vagy egészben  a   Brian Deer című angol Wikipédia-szócikk ezen változatának fordításán alapul.  Az eredeti cikk szerkesztőit annak laptörténete sorolja fel. Ez a jelzés csupán a megfogalmazás eredetét és a szerzői jogokat jelzi, nem szolgál a cikkben szereplő információk forrásmegjelöléseként.